# Tessel Middag
Tessel Tina Middag (* 23. Dezember 1992 in Almere) ist eine niederländische Fußballspielerin, die sowohl im Mittelfeld als auch im Sturm eingesetzt wird. Sie wurde mit zwei Vereinen – ADO Den Haag und Ajax Amsterdam – niederländische Pokalsiegerin und spielte 2012 erstmals für die A-Nationalmannschaft.

## Karriere

### Vereine
Middag spielte erstmals am 3. Oktober 2011 für ADO Den Haag und wurde in der Saison insgesamt 18-mal eingesetzt, wobei ihr zehn Tore gelangen. Damit trug sie wesentlich zum Gewinn der Meisterschaft bei und krönte die Saison mit dem Gewinn des niederländischen Pokals der Frauen. Nach der Saison wechselte sie zur neugegründeten Frauenfußballabteilung von Ajax Amsterdam. Mit Ajax gewann sie 2014 erneut den niederländischen Pokal der Frauen. Nach zwei Jahren bei Ajax wechselte sie am 3. Juni 2016 zu Manchester City. Sie gewann in ihrer Debütsaison das Double aus FA WSL und FA WSL Cup, bevor sie im Juni 2018 ihren Weggang aus Manchester bekanntgab. Am 16. Juli 2018 unterschrieb Middag bei West Ham United. Ein erneuter Kreuzbandriss verhinderte ihren Einsatz in der Saison 2018/19, erst zur Saison 2019/20 wurde sie wieder fit. In der COVID-19-bedingten verkürzten Saison belegte West Ham den achten Platz. Middag kam in 13 der 14 ausgetragenen Spiele zum Einsatz. Nach dem Ablauf ihres Vertrages verließ sie die Londoner in Richtung Italien, wo sie nun für den AC Florenz spielt.
Im August 2021 wechselte sie nach Schottland zu den Glasgow Rangers.

### Nationalmannschaft
Ihr Debüt im orangen Trikot gab sie am 10. Oktober 2007 mit 14 Jahren in der Qualifikation für die U-17-Fußball-Europameisterschaft der Frauen 2008 beim Miniturnier in Polen. Zusammen mit den Gastgeberinnen qualifizierte sich die Mannschaft für die zweite Runde, scheiterte aber in dieser im März 2008 an England. Im Oktober startete die Mannschaft einen neuen Anlauf und Middag war in der 1. Qualifikationsrunde in der Türkei wieder dabei. Mit drei Siegen und 14:0 Toren wurde die zweite Runde erreicht. In dieser scheiterte die Mannschaft im März 2009 an Frankreich. Middag spielte dann ab 2010 für die U-19-Mannschaft. Am 27. März 2010 kam sie als 17-Jährige zu ihrem ersten Einsatz in der U-19-Nationalmannschaft. In der Qualifikation für die U-19-Fußball-Europameisterschaft der Frauen 2010 bestritt sie ein Spiel beim Miniturnier der 2. Qualifikationsrunde. Bei der Endrunde in Mazedonien war sie dann nicht dabei. Beim nächsten Anlauf war sie dann wieder an Bord. Im September 2010 wurde bei einem Turnier in Norwegen zusammen mit den Gastgeberinnen die zweite Runde erreicht und auch diese bei einem Turnier in Dänemark überstanden. Diesmal war sie dann auch bei der Endrunde in Italien dabei, für ihre Mannschaft kam aber bereits in der Vorrunde das Aus. Damit endete ihre Zeit als Juniorinnen-Nationalspielerin.
Im folgenden Jahr gab sie dann am 15. Februar 2012 ihr Debüt in der A-Nationalmannschaft bei einer 1:2-Niederlage gegen Frankreich. Beim Zypern-Cup 2012 kam sie zu zwei Einsätzen und wirkte danach auch bei weiteren Spielen mit. 2013 kam sie dann nur in zwei Spielen beim Zypern-Cup 2013 zum Einsatz und gehörte nicht zum Kader der Niederländerinnen bei der EM-Endrunde, bei der die Niederländerinnen bereits nach der Vorrunde ausschieden. Nach der EM kam sie in einigen Qualifikationsspielen für die WM 2015 sowie beim Zypern-Cup 2014 zum Einsatz. Im September 2014 wurde die WM-Qualifikation auf Platz 2 hinter Norwegen abgeschlossen. Die Niederländerinnen mussten daher in die Playoffs der vier besten Gruppenzweiten und setzten sich dabei gegen Schottland und Italien durch, womit sie sich erstmals für die WM qualifizierten. Beim Zypern-Cup 2015, für den Middag ebenfalls nominiert wurde, konnten die Qualifikationsleistungen dann nicht bestätigt werden und sie verloren z. B. das Spiel um Platz 7 gegen die Schottinnen, die sie in den WM-Playoffs noch ausgeschaltet hatten. Am 15. April 2015 wurde sie zunächst in den vorläufigen Kader für die WM 2015 berufen und dann auch am 10. Mai in den endgültigen Kader. Bei der WM wurde sie im ersten Gruppenspiel gegen Neuseeland in der 84. Minute eingewechselt. Im zweiten Spiel gegen China stand sie in der Startelf, wurde aber nach 70 Minuten ausgewechselt. Im Achtelfinale gegen Japan wurde sie beim Stand von 0:2 in der 86. Minute eingewechselt. Den Niederländerinnen gelang zwar noch in der Nachspielzeit der Anschlusstreffe, das reichte aber nicht mehr um das Ausscheiden zu verhindern.
2017 nahm sie mit der Mannschaft am Algarve-Cup und kam dabei in zwei Gruppenspielen und dem Spiel um Platz 5 gegen Japan zum Einsatz, in dem die Revanche für das WM-Achtelfinalaus gelang. Sie wurde dann noch in zwei Freundschaftsspielen im April eingesetzt. Für die anschließende EM-Vorbereitung und die EM in ihrer Heimat wurde sie verletzungsbedingt nicht berücksichtigt. Erst im Mai 2018 konnte sie wieder nominiert werden. Eine erneute Knieverletzung verhinderte aber ihren Einsatz. Auch die WM 2019, bei der die Niederländerinnen den zweiten Platz belegten, fand aufgrund eines erneuten Kreuzbandrisses ohne sie statt.

## Erfolge
in den Niederlanden
- Niederländischer Meister 2012 (mit ADO Den Haag)
- Niederländischer Pokalsieger 2012 (mit ADO Den Haag) und 2014 (mit Ajax Amsterdam)

in England
- Englischer Meister 2016 (mit Manchester City)
- Englischer Pokalsieger 2017 (mit Manchester City)
- Englischer Ligapokalsieger 2016 (mit Manchester City)

in Schottland
- Schottischer Meister 2024 (mit Glasgow Rangers)
- Schottischer Pokalsieger 2024 (mit Glasgow Rangers)
- Schottische Ligapokalsiegerin 2022, 2023 2024/25 (mit Glasgow Rangers)